# Killer (Rollenspiel)
Killer: The Game of Assassination (kurz: Killer), ist ein Live-Rollenspiel, dessen Regelwerk 1981 oder 1982 erstmals von Steve Jackson über den Verlag Steve Jackson Games publiziert wurde und sich aus dem traditionellen Live-Rollenspiel Assassins entwickelt hat. Die Teilnehmer spielen die Rolle eines Attentäters.
Mit dem Grundspiel besteht insoweit Verwechslungsgefahr, da auch für dieses der Name Killer verwendet wird. Die Killer-Variante ist aber zeitlich nachgelagert entstanden und kann nach Steve Jacksons Regelwerk präziser umrahmt werden als Assassins.

## Verbreitung
Verlegt wird das Spiel von Steve Jackson Games und diversen anderen Vereinigungen, es existieren viele unterschiedliche Regelwerke in verschiedenen Sprachen.
Aufgekommen ist das Spiel an US-Colleges bzw. Universitäten und wird dort von Schülern/Studenten vor allem auf dem Campus gespielt.
In Deutschland wird das Spiel teilweise im ganzen Stadtbereich von Berlin oder Köln gespielt.

## Spielablauf
Die Spieler schlüpfen jeweils in die imaginäre Rolle eines Attentäters, der die anderen Spieler umbringen muss.
Das besondere ist, dass das Spiel im normalen Leben gespielt wird und z. B. Wasserbomben, zusammengerollte Socken, Wasserpistolen und andere nicht letale Gegenstände zum Einsatz kommen. Im Überraschungsmoment liegt daher der besondere Reiz des Spiels. Im Gegensatz zu anderen Live-Rollenspielen verkleiden sich die Mitspieler nicht und erstellen für ihre Rolle keinen fiktiven Charakter. Einziges Ziel ist es, die anderen Teilnehmer auszuschalten. Eine Spielrunde kann dabei mehrere Wochen dauern, gewonnen hat derjenige, der als einziger überlebt. Um Peinlichkeiten zu vermeiden und den Studienalltag nicht zu gefährden, werden Zonen deklariert, in denen ein Kill nicht gewertet wird, z. B. Unterrichtsräume oder Bibliotheksgebäude.
Die Gewinnkonditionen können unterschiedlich sein. Es kann einerseits gespielt werden, bis nur noch ein Attentäter übrig ist, mit Zeitablauf (verbleibende gewinnen) oder aber gezählt werden, wer die meisten zulässigen und erfolgreichen Attentate verübt hat.